# Rob Horne
Robert George Horne, detto Rob (Sydney, 15 agosto 1989), è un rugbista a 15 australiano, tre quarti centro di Northampton in English Premiership.

## Biografia
Prodotto del vivaio interno, è professionista dal 2008, anno in cui esordì per gli Waratahs in Super Rugby; già facente parte delle selezioni giovanili australiane, debuttò negli Wallabies nel giugno 2010 a Canberra contro Figi.
A causa di un infortunio al gomito occorsogli nel marzo 2011 non poté prendere parte ai test match di metà anno né al Tri Nations, ma fu disponibile per la Coppa del Mondo di rugby 2011 in cui disputò due incontri e in cui l'Australia si classificò terza.
Nel 2014 si aggiudicò il Super Rugby con gli Waratahs battendo in finale i neozelandesi Crusaders; un anno più tardi fece parte della Nazionale alla Coppa del Mondo di rugby 2015 che raggiunse la finale, poi persa contro la Nuova Zelanda.
A livello di club provinciale, Horne ha militato nei Southern District di Sydney e nei Greater Sydney Rams in National Rugby Championship. Dal 2016 milita nei North Harbour Rays.

## Palmarès
- Super Rugby: 1
Waratahs: 2014